# 许珀里翁
许珀里翁（或译许佩里翁），希腊神话中提坦巨人之一，是大地女神盖娅和天王乌拉诺斯之子，太阳神之父。

## 傳說
是第一代的太陽神，首見於荷馬史詩，在伊里亞德中海柏利昂和赫利俄斯常混為一談，所以應為太陽神。
和姐妹忒亞結婚生下厄俄斯（英文：Eos，黎明女神）、赫利俄斯（英文：Helios，太陽）、塞勒涅（英文：Selene，月亮）。
當天空之神－烏拉諾斯要再降臨地表時，大地之母要他的兒子們到世界四周阻擋天空，而海柏利昂就被分配到支撐東邊。日後他的孩子太陽、月亮和黎明總是從東部升起，便是為了紀念其父鎮守的東邊。
英文  用来称呼距离土星第十五远的土星卫星，土卫七。